# Hodges förmodan
Hodges förmodan är ett viktigt olöst problem inom algebraisk geometri som relaterar algebraisk-topologiska egenskaper av en ickesingulär komplex algebraisk varietet med dess delvarieteter. Mer specifikt säger förmodan att vissa de Rhamkohomologiklasser är algebraiska, d.v.s. de är summor av Poincarédualer av homologiklasser av delvarieteterna. Den formulerades av den skotske matematikern William Vallance Douglas Hodge som ett resultat av arbete mellan 1930 och 1940 för att berika beskrivningen av de Rhamkohomologi till att omfatta extra strukturer som förekommer i fallet för komplexa algebraiska varieteter. Den fick inte mycket uppmärksamhet före Hodge presenterade den under 1950 Internationell matematikerkongressen 1950 i Cambridge, Massachusetts, USA. Hodges förmodan är en av Clay Mathematics Institutes Millennieproblem, med ett pris på en miljon amerikanska dollar för vem som helst som kan bevisa eller motbevisa den med "något argument".

### Allmänna källor
- Atiyah, M. F.; Hirzebruch, F. (1961), ”Vector bundles and homogeneous spaces”, Proc. Sympos. Pure Math. 3:  7–38
- Cattani, Eduardo; Deligne, Pierre; Kaplan, Aroldo (1995), ”On the locus of Hodge classes”, Journal of the American Mathematical Society 8 (2):  483–506, doi:10.2307/2152824.
- Grothendieck, A. (1969), ”Hodge's general conjecture is false for trivial reasons”, Topology 8 (3):  299–303, doi:10.1016/0040-9383(69)90016-0.
- Hodge, W. V. D. (1950), ”The topological invariants of algebraic varieties”, Proceedings of the International Congress of Mathematicians (Cambridge, MA) 1:  181–192.
- Kollár, János (1992), ”Trento examples”, i Ballico, E.; Catanese, F.; Ciliberto, C., Classification of irregular varieties, Lecture Notes in Math., "1515", Springer, s. 134, ISBN 3-540-55295-2.
- Lefschetz, Solomon (1924) (på franska), L'Analysis situs et la géométrie algébrique, Collection de Monographies publiée sous la Direction de M. Emile Borel, Paris: Gauthier-Villars Reprinted in Lefschetz, Solomon (1971), Selected papers, New York: Chelsea Publishing Co., ISBN 978-0-8284-0234-7.
- Moonen, B. J. J.; Zarhin, Yu. G. (1999), ”Hodge classes on abelian varieties of low dimension”, Mathematische Annalen 315 (4):  711–733, doi:10.1007/s002080050333.
- Mumford, D. (1969), ”A Note of Shimura's paper "Discontinuous groups and abelian varieties"”, Math. Ann. 181 (4):  345–351, doi:10.1007/BF01350672.
- Totaro, B. (1997), ”Torsion algebraic cycles and complex cobordism”, Journal of the American Mathematical Society 10 (2):  467–493, doi:10.1090/S0894-0347-97-00232-4.
- Voisin, Claire (2002), ”A counterexample to the Hodge conjecture extended to Kähler varieties”, Int Math Res Notices 2002 (20):  1057–1075, doi:10.1155/S1073792802111135.
- Weil, A. (1977), ”Abelian varieties and the Hodge ring”, Collected papers III:  s. 421–429
- Zucker, S. (1977), ”The Hodge conjecture for cubic fourfolds”, Comp. Math 34:  199–209 http://archive.numdam.org/ARCHIVE/CM/CM_1977__34_2/CM_1977__34_2_199_0/CM_1977__34_2_199_0.pdf